# 舒比
舒比（Schuby）是德国石勒苏益格－荷尔斯泰因州的一个市镇。总面积23.94平方公里，总人口2528人，其中男性1266人，女性1262人（2011年12月31日），人口密度106人/平方公里。